# Dekanat Myślibórz
Dekanat Myślibórz – dekanat należący do archidiecezji szczecińsko-kamieńskiej.

## Parafie
- Golenice (pw. MB Królowej Polski)
- Kierzków (pw. Najświętszego Serca Pana Jezusa)
- Myślibórz (pw. św. Jana Chrzciciela)
- Myślibórz (pw. Świętego Krzyża)
- Nowogródek Pomorski (pw. MB Królowej Polski)
- Trzcinna (pw. św. Józefa Oblub. NMP)
- Ściechów (pw. św. Antoniego)

## Dziekan i wicedziekan
- Dziekan: ks. kan. mgr Jerzy Tobiasz
- Wicedziekan: ks. mgr Krzysztof Jarzynka
- Ojciec duchowny: ks. kan. mgr Janusz Zachęcki